# XYZ謀殺案
《XYZ謀殺案》即美國電影導演，開創黑色喜劇風格的電影作品。亦獲得少數支持者的喜愛及推崇，常被歸類於次文化之列。

## 概述
山姆·雷米與獨立電影界竄紅的喬·柯恩（Joel Coen）和伊森·柯恩（Ethan Coen）首度合作，激發出黑色喜劇風格的電影。故事劇情圍繞在一群複雜古怪的人物，瘋狂荒謬的曲折、撲朔迷離的情節，略帶有著天馬行空般的異想空間，卻也隱含著深刻的人性剖析。

## 劇情簡介
兩位滅蟲專家受雇於一位做防盜系統生意的商人，命令他們殺掉其生意拍檔，並將罪名推向一為保安人員身上。為此，無辜的保安人員也此案件，被法院判處死刑。
此刻，這名保安人員正坐在執行死刑電椅上，講述著他的一切遭遇……

## 外部連結
- XYZ謀殺案（Crimewave） （页面存档备份，存于），網路電影資料庫